# 東博寮海峽

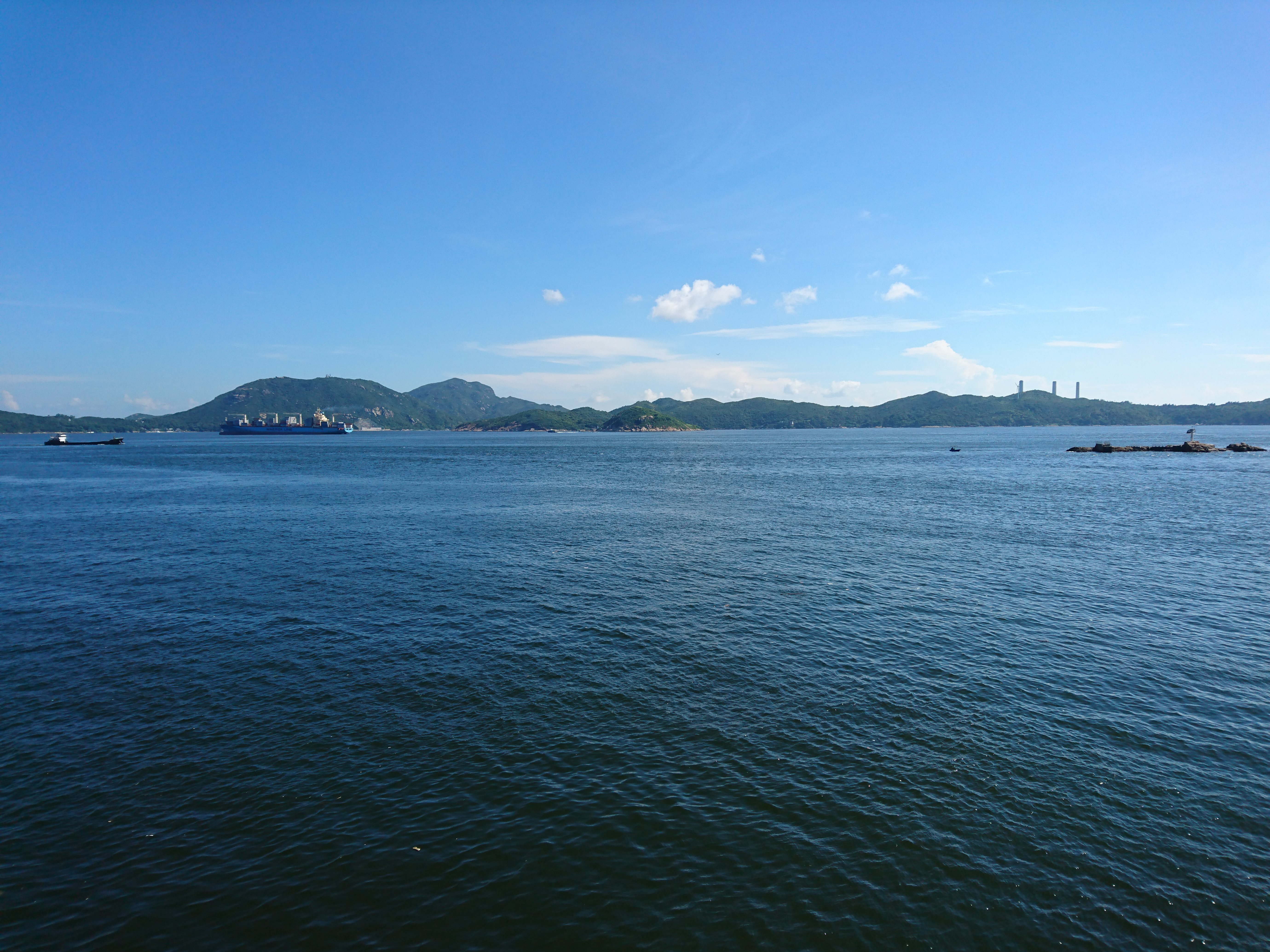
東博寮海峽景觀，可見圖右近處的龍山排及遠處的南丫島

東博寮海峽（英語：East Lamma Channel）是香港海峽之一，位於香港島（包括鴨脷洲）及南丫島（博寮洲）東岸之間。海峽西北端連接維多利亞港及硫磺海峽，東南端則連接南中國海。這個海峽以及西博寮海峽同樣是來往南中國海及珠江流域的必經之路，通常大型遠洋船隻會選擇東博寮海峽（但進入深圳港西部港區船隻，會選擇直接經珠江口大嶼海峽及榕樹頭航道）。
通過東博寮海峽進入香港的遠洋船隻需要減速，以便在「銀州領港員登船區」接載「領港員」，然後進入西航道往西部海港。當遠洋船隻離開香港港口，它們亦需要在接近海峽南面的「銀州領港員登船區」時減慢速度，讓領港員下船。因此，在該海峽航行的船隻，平均航速通常不會高於15節。